# 安蒂歐獸類
安蒂歐獸下目（Anteosauria），或稱安蒂歐獸超科（Anteosauroidea），是一群大型、原始、肉食性恐頭獸類（早期似哺乳爬行動物），擁有巨大犬齒、門齒、以及短四肢，安蒂歐獸類發現於中二疊紀的南非、俄羅斯、中國。最大型的安蒂歐獸類體型非常大，頭顱骨可達50到80公分，是該時期最大型的掠食動物。安蒂歐獸類在二疊紀中期之末滅絕，可能導因於牠們所獵食的貘頭獸下目動物滅絕。

## 特徵
安蒂歐獸類與貘頭獸類的差別在於許多特徵，例如：非常大的犬齒、頰齒有球根狀牙冠、前上頜骨往上傾斜，所以嘴部前方的曲線往上傾斜。四肢短，而頭顱骨長、狹窄、重。顳顬孔比早期巴莫鱷亞目的顳顬孔大，顯示較大的頜部肌肉與較強壯的咬合力。更先進的物種（如安蒂歐獸）有個傾向，牠們的頭顱骨頂部加厚，顯示出以頭互相碰撞的行為。某些屬的尾巴非常長。

## 分類歷史
安蒂歐獸類起初被Lieuwe Dirk Boonstra在1962年定義為超科，包括巨形獸科（Brithopodidae）與安蒂歐獸科。
James A. Hopson與Herbert Barghusen在1986年提出第一個獸孔目親緣分支分類法研究。他們使用安蒂歐獸下目來取代巨形獸科與安蒂歐獸科。
他們提出以下概要：
```
                 ,----------------------------------
合齒獸

                |
安蒂歐獸下目----|                 ,----------------
巨型獸

(=安蒂歐獸科)   |                |
               `--安蒂歐獸亞科----|                
                                |                ,--
Doliosauriscus

                                `--安蒂歐獸族-----|
                                                 `--
安蒂歐獸
```

在1988年，作為Gutsav Fischer Verlag編寫《Encyclopedia of Paleoherpetology》計畫的一部分，Gillian King重新研究異齒亞目，也研究了恐頭獸亞目，他使用了傳統林奈氏分類法，同時將草食性物種置於安蒂歐獸超科之內。值得注意的是他將偉鱷獸亞科與貘頭獸亞科列為同等級：
```
安蒂歐獸超科 Anteosauroidea （BOONSTRA 1962）
    巨形獸科 Brithopidae （BOONSTRA 1972）
      巨形獸亞科 Brithopodinae （EFREMOV 1954）
      安蒂歐獸亞科 Anteosaurinae （EFREMOV 1954）
    偉鱷獸科 Titanosuchidae （BOONSTRA 1972）
      偉鱷獸亞科 Titanosuchinae （BROOM 1903）
      貘頭獸亞科 Tapinocephalinae （LYDEKKER 1890）
```

Bruce Rubidge與Christian Sidor在2001年提出範圍更大的獸孔目演化樹：
```
  ,----------------- 
狹頭獸

  |
--|    ,------------ 
Australosyodon
  
  |    |
  |    |------------ 
合齒獸

  `----|                
       |      ,----- 
巨型獸

        `------|
              `----- 
安蒂歐獸
```

## 演化關係
早期的俄羅斯與中國安蒂歐獸類，通常被認為是最原始的恐頭獸亞目，也是真獸孔類，但有論點提出冠鱷獸科比安蒂歐獸類還要原始（Kemp, 1982, King 1988）。安蒂歐獸類與盤龍目有共同特徵，也與貘頭獸下目有共同特徵，是獸孔目第一群演化輻射之一（Rubidge & Sidor 2001）。到目前為止，對於這群動物的種系發生學研究很少。

## 外部連結
- Palaeos網站 - 安蒂歐獸類
- Mikko's Phylogeny Archive網站 - 安蒂歐獸類演化樹